# Ludovic Lamothe
Pour les articles homonymes, voir Lamothe.
Ludovic Lamothe, (12 mai 1882 - 4 avril 1953) est un compositeur de musique classique, pianiste et clarinettiste haïtien.

## Enfance musicale
Ludovic Lamothe est né en 1882 à Port-au-Prince. Ses parents étaient artistes. Son père, Tacite Lamothe et son grand-père, Joseph Lamothe étaient pianistes. Sa mère, Virginie Sampeur, était à la fois une enseignante et une poétesse qui fut mariée dans une première union au poète Oswald Durand et qui est considérerée comme la première femme publiée en Haïti.

## Études musicales
Ludovic Lamothe étudie le piano et la clarinette à l'institution Saint-Louis-de-Gonzague de Port-au-Prince.
En 1905, il rencontre son confrère pianiste et compositeur Justin Elie, avec lequel il va jouer et faire une tournée dans les principales villes d'Haïti.
En 1910, il obtient une bourse d'études qui lui permet de gagner le Conservatoire national de musique et de déclamation à Paris. Il y aura comme professeur le pianiste et compositeur français Louis Diémer.

## Le Chopin noir
En 1911, Ludovic Lamothe revient en Haïti. Il y donne des récitals privés et des leçons de piano pour assurer sa subsistance.
Frédéric Chopin est le compositeur préféré de Lamothe. En 1949, reconnu dans son pays, celui-ci est choisi comme interprète, à l'occasion d'une célébration du centenaire de la mort du compositeur, tenue au Théâtre de la Couronne. Il joue sa Polonaise en la bémol. Par son style et ses influences, il est surnommé le Chopin noir,.

## Compositeur
De formation classique, il intègre à ses compositions des influences vaudou et fait la promotion des genres musicaux nationaux, notamment de la méringue, pour laquelle il compose entre autres La Dangereuse et Nibo, lors des carnavals de Port-au-Prince,. L'attachement à la méringue s'intègre dans un esprit de lutte générale patriotique contre l'occupation d'Haïti par les troupes américaines. Il participe à cette réappropriation du patrimoine culturel haïtien face à l'omniprésence culturelle et politique des États-Unis.
Lamothe reste le principal responsable de la musique officielle de la république d'Haïti jusqu'à sa mort, survenue en 1953.

## Œuvres pour piano ou orchestre
- Danses espagnoles
- N° 1 en sol majeur
- N° 2 en la mineur
- N° 3 en fa mineur
- N° 4 en si mineur
- N° 5 en mi mineur
- N° 6 Tempo di valse
- N° 7 en ré mineur
- N° 8 en mi mineur
- N° 9 en sol mineur/majeur
- Fleurs d'Haïti
- La Dangereuse : méringue Haïtienne
- Les Jasmines
- Nibo (méringue de Carnaval)
- Papillons noirs
- Habanera (danza N° 1)
- Danza N° 2
- Danza N° 3
- Danza N° 4
- Retraite aux flambeaux
- Scènes de carnaval
- 1. Prélude
- 2. Chanson d’amour
- 3. Ballade
- 4.Danse capoise
- 5. Retraite aux flambeaux
- Sous la tonnelle
- Libellule : caprice pour piano
- Tango pour piano
- Scherzo
- Gavotte dans le style ancien
- Loco
- Sobo
- Sous la tonnelle
- Feullet d’album N° 1
- Feullet d’album N° 2
- Évocation
- Valse de concert en la bémol
- Valse-impromptu
- Souvenir – Intermezzo – Valse
- Valse romantique
- Déclaration